# Gloeomucro nodosus
Gloeomucro nodosus är en svampart som först beskrevs av Linder, och fick sitt nu gällande namn av R.H. Petersen 1980. Gloeomucro nodosus ingår i släktet Gloeomucro och familjen Hydnaceae.   Inga underarter finns listade i Catalogue of Life.